# Villers-Tournelle
Villers-Tournelle település Franciaországban, Somme megyében. Lakosainak száma 158 fő (2022. január 1.). Villers-Tournelle Broyes, Rocquencourt, Sérévillers, Cantigny, Coullemelle, Fontaine-sous-Montdidier és Grivesnes községekkel határos.

## Népesség
A település népessége az elmúlt években az alábbi módon változott:
| Lakosok száma | 161  | 158  | 163  | 155  | 164  | 159  | 154  | 156  | 158  |
|               | 2013 | 2015 | 2016 | 2017 | 2018 | 2019 | 2020 | 2021 | 2022 |